# Operation Coburg

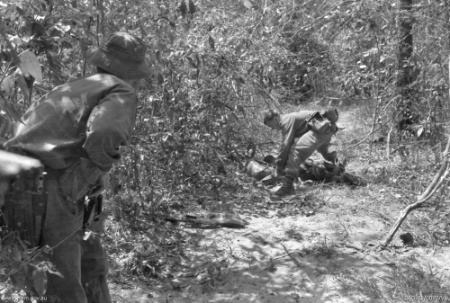
Australischer Soldat durchsucht einen gefallenen Vietkong

Operation Coburg (24. Januar – 1. März 1968) war eine australische und neuseeländische Militäraktion während des Vietnamkriegs. Bei der Operation kam es zu schweren Kämpfen zwischen der 1st Australian Task Force (1 ATF) und Kräften der nordvietnamesischen Armee und des Vietkong während der weiteren Kämpfe um Long Binh und Bien Hoa.
Amerikanische und südvietnamesische Geheimdienstberichte hatten auf eine bevorstehende kommunistische Offensive während des Tet-Neujahrsfestes hingedeutet. Als Reaktion darauf wurden die Australier und Neuseeländer von ihrer Basis in der Provinz Phuoc Tuy abkommandiert, um die amerikanischen und südvietnamesischen Kräfte zu unterstützen, die den Long-Binh-Bien-Hoa-Komplex nordöstlich von Saigon verteidigten. 1 ATF errichtete absichtlich Feuerunterstützungsbasen rittlings auf den kommunistischen Kommunikationslinien in der Nähe des Dorfes Trang Bom, in der Erwartung, dass diese versuchen würden, sie zu zerstören.
Die Australier stießen daraufhin bei frühen Patrouillen im Operationsgebiet Columbus mit dem Vietkong zusammen, während später die Feuerunterstützungsbasis Andersen wiederholt größeren Bodenangriffen ausgesetzt war. Obwohl die Operation zu spät angesetzt wurde, um die Angriffe auf Saigon zu verhindern, gelang es den Australiern und Neuseeländern, die Kommunikationslinien der Kommunisten zu unterbrechen und ihre Manövrierfreiheit einzuschränken, um den Long-Binh-Bien-Hoa-Komplex anzugreifen, während sie auch in der Lage waren, ihren Rückzug erfolgreich zu verhindern, was zu schweren Verlusten führte.